# Edmundo Maristany
Edmundo Maristany, né à Las Flores en 1895 et mort à La Plata en 1983, est un astronome argentin.
Il est connu pour avoir co-découvert la comète C/1927 X1 (Skjellerup-Maristany) à l'œil nu depuis l'observatoire de La Plata le 6 décembre 1927.
Il a écrit des sonnets, publiés dans les années 1950. Il était aussi un dessinateur habile : il réalisa des dessins de vertébrés conservés au musée de La Plata.